# NK Jasenovac
NK Jasenovac je nogometni klub iz Jasenovca. 
Klub je osnovan 1919. godine kao NK Balkan i to ime je nosio do 1991. godine.
Trenutačno se natječe u 3. ŽNL SMŽ - NS Novska.